# Coleophora unicolorella
Coleophora unicolorella é uma espécie de mariposa do gênero Coleophora pertencente à família Coleophoridae.